# رباط حقي مستعرض
رباط حقي مستعرض (بالإنجليزية: Transverse acetabular ligament)‏ هو في الواقع جزء من شفا الحق، على الرغم من اختلافه في عدم وجود خلايا الغضروف بين أليافه.
وتتكون من ألياف قوية مموهة، والتي تعبر الثلم الحقي، وتحويلها إلى فتحة تدخل خلالها أوعية مغذية إلى المفصل.
يمنع فصل (إزاحة) الرأس السفلي لعظمة الفخذ.

## صور إضافية

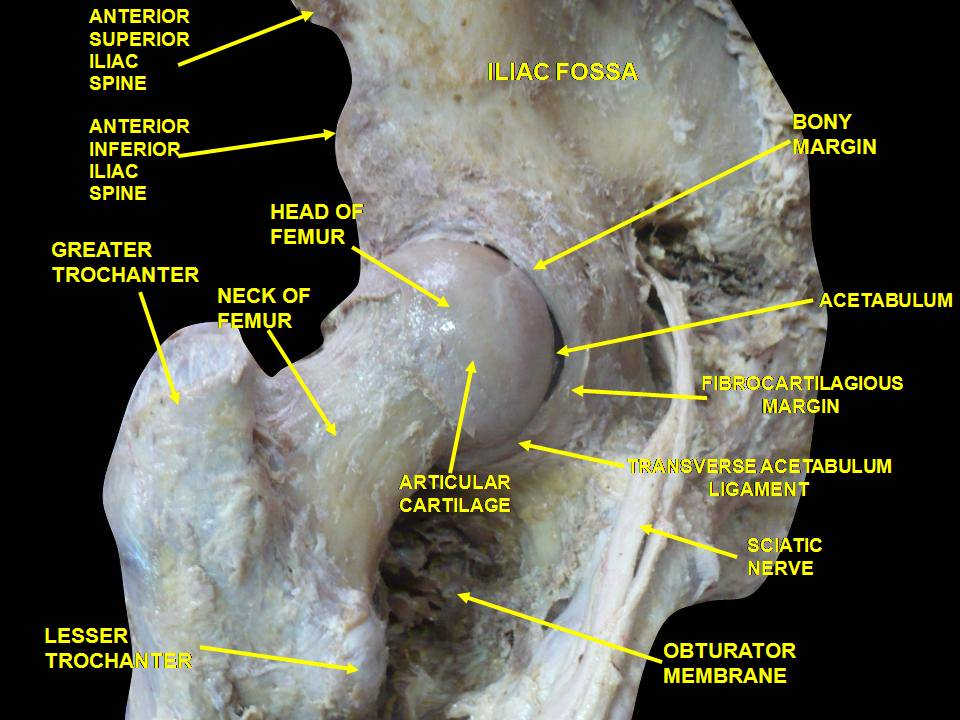
مفصل الورك. منظر جانبي. الرباط الحقي مستعرض
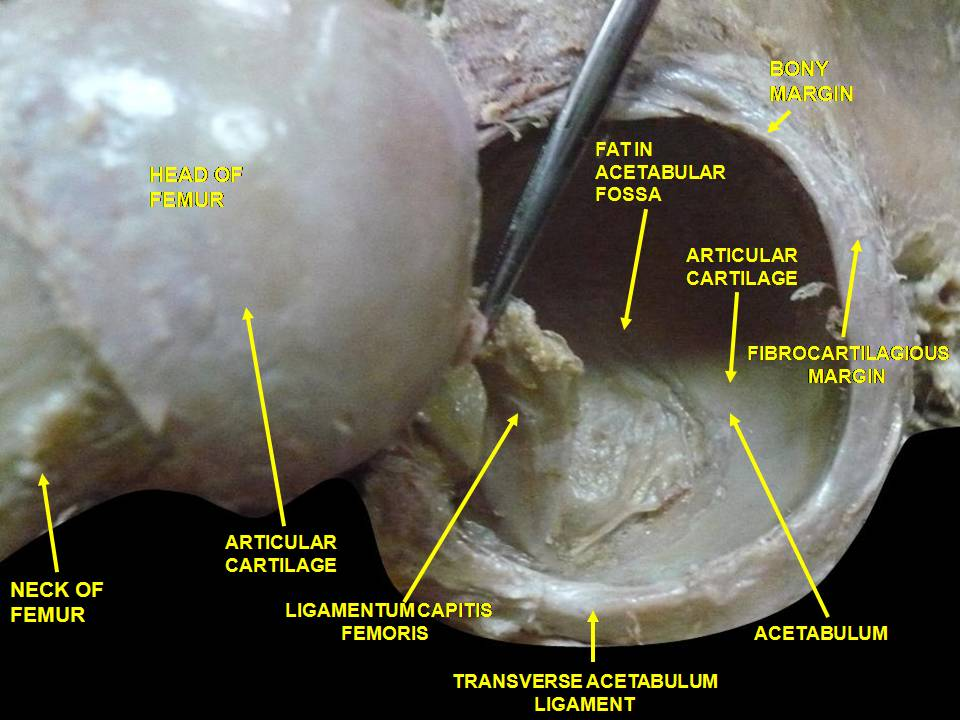
مفصل الورك. منظر جانبي. الرباط الحقي مستعرض

## روابط خارجية
- Anatomy figure: 17:03-10 at Human Anatomy Online, SUNY Downstate Medical Center